# Ioan Culcer
Ioan Culcer - ortografiat uneori și Ion Culcer - (n. 29 iulie 1853, Târgu Jiu - d. septembrie 1928) a fost un general și om politic român. 
De-a lungul carierei a ocupat diferite funcții, cele mai importante fiind cele de Secretar General al Ministerului de Război, comandant de divizie și de corp de armată. În cel de-Al Doilea Război Balcanic a fost comandant al Corpului V Armată, iar la sfârșitul războiului a fost numit guvernator al Cadrilaterului.
Trecut în rezervă la începutul anului 1916, este rechemat în activitate la intrarea României în Primul Război Mondial. A îndeplinit funcția de comandant al Armatei 1 între 14/27 august - 11/24 octombrie 1916, când îi este ridicată comanda pentru defetism și lipsă de energie în conducerea trupelor din subordine.:p. 396
După război a intrat în politică, fiind ministru și senator din partea Partidului Poporului, condusă de generalul Alexandru Averescu, precum și președinte al Asociației Generale a Ofițerilor în Rezervă și Retragere.
Moare în 1928 fiind înmormântat în Cimitirul Eroilor din Târgu Jiu.

## Biografie
S-a născut la 29 iulie 1853 în Târgu Jiu, fiind cel de-al patrulea copil (din 7 care au trăit) al medicului Dimitrie Culcer și al Anicăi Culcer, născută Otetelișanu. În 1862, Dimitrie Culcer a fost mutat la București, în funcția de medic primar al Capitalei, luând cu el pe cei patru bãieți mai mari, Vladimir, Tache, Grigore și Ioan (Iancu). În 1865, în urma unor intrigi politice, doctorul Culcer este demis din funcție și nevoit să revină la Târgu Jiu, unde a murit subit un an mai târziu, pe când Ioan Culcer avea numai 13 ani, moment din care familia avea să treacă printr-o serie de probleme materiale. În 1871 moare și mama sa Anica Culcer, cei șapte copii ai familiei fiind încredințați unui tutor Ignat Mihali, o rudă îndepărtată, dar în fapt de ei ocupându-se sora mamei Elena Economu.

## Cariera militară
După terminarea pensionului este admis la Școala Militară de Infanterie și Cavalerie pe care o absolvă în anul 1873 cu gradul de sublocotenent, în specialitatea geniu, fiind clasificat al patrulea dintr-o promoție de optsprezece absolvenți.:p. 222
Participă la războiul de independență din 1877-1878, fiind rănit încă din primele zile ale războiului și internat în spitalul militar din Craiova. În octombrie 1877 revine pe front participă la luptele  de la Plevna și Lom Palanca. După război este avansat la gradul de locotenent și este trimis să urmeze cursurile Școlii Politehnice din Paris, și, în continuare, pe acelea ale Școlii de Aplicație de la Fontainbleau. 
Revenit în țară, în 1882 este numit în echipa coordonată de generalul belgian Alexis Brialmont, care avea menirea de a proiecta sistemul de fortificații permanente ale României. 
În 1904, pe când era comandant al Brigăzii 3 Infanterie a fost numit în funcția de Secretar General al Ministerului de Război, pe timpul ministeriatului generalului Gheorghe, în guvernul conservator condus de George Gr. Cantacuzino, funcție pe care o va îndeplini până în 1907.:p. 3.
Ulterior a fost numit comandant al Corpului III Armată și Corpului V Armată, dislocat în Dobrogea. La comanda acestuia a participat la acțiunile din cadrul celui de-Al Doilea Război Balcanic din anul 1913, fiind numit apoi guvernator al Cadrilaterului de către regele Carol I. În 1914 este numit Sub-inspector general al armatei, în subordinea directă a principelui de coroană Ferdinand.
În primăvara anului 1916 iese la pensie, dar este rechemat în vara aceluiași an și este numit funcția de comandant al Armatei 1, dislocată în Oltenia, pe care o va comanda între 14/27 august - 11/24 octombrie 1916 1916, când este înlocuit cu generalul Ioan Dragalina. 

## Cariera politică
După război a intrat în politică, făcând parte ca ministru la Ministerul Lucrărilor Publice din guvernul condus de generalul Alexandru Averescu, între 29 ianuarie - 4 martie 1918. În 1923 a obținut un mandat de senator de București. A mai îndeplinit funcția de președintele activ al Asociației Generale a Ofițerilor în Rezervă și Retragere. 
Este înmormântat in Cimitirul Eroilor din Târgu Jiu.

## Lucrări
- Conferințe de topografie, ținute de Colonel Ioan Culcer, comandantul regimentului 1 geniu la Școala superioară de resboiu. Bucuresci, Tip. Regimentului 1 Geniu, 1901
- Dare de seamă asupra manevrei executată de Brigada 17 Mixtă în Dobrogea în toamna anului 1901 sub direcțiunea superioră a d-lui general Năsturel, Comandantul Divisiei Active. De Colonel I. Culcer. Bucuresci Tip. Voința Națională, 1902
- Geodezia. Conferințe făcute de Colonel I. Culcer, profesor. Partea III-a. București, 1895
- Note și cugetări asupra campaniei din 1916, în special asupra operațiunilor Armatei I. De Generalul I. Culcer, fost comandant al Armatei I. Iași (Tip. ziarului Tribuna), 1918

În colaborare:
- Curs de Topografie. Partea III-a. Ridicări de Recunóșceri Militare, de Maior I. Culcer, Profesor, și Căpitan N. C. Constantinescu, Prof. ajutor. București, Autografia Șcólei Speciale de Artilerie și Geniu, 1894

## Decorații
- Ordinul „Steaua României”, în grad de cavaler (1904)
- Ordinul „Coroana României”, în grad de ofițer(1897)
- Semnul onorific de aur pentru serviciu militar de 25 de ani (1913)
- Crucea Trecerea Dunării
- Medalia Apărătorilor Independenței
- Medalia Comemorativă Rusă
- Medalia jubiliară „Carol I” (1906)[1]:p. 325

## In memoriam
În anul 1929, în Cimitirul Eroilor din Târgu Jiu a fost instalat un bust din bronz al lui Ioan Culcer cu înălțimea de cca. 1,20 m, generalul fiind reprezentat în ținută militară, fără brațul drept iar mâna stângă o ține pe mânerul sabiei. Bustul este opera sculptorului Oscar Severin, fiind înscris pe lista oficială a monumentelor istorice din România, cod LMI: GJ-IV-m-B-09481.